# Pauline Coatanea
Pauline Coatanea (Saint-Renan, 1993. július 6. –) olimpiai és Európa-bajnok francia válogatott kézilabdázó. Jelenleg a francia Brest Bretagne Handball játékosa.

## Pályafutása

### Klubcsapatokban
Pauline Coatanea gyerekként a Locmaria Handball csapatánál kezdett kézilabdázni, majd az első osztályú bresti Arvor 29 játékosa lett. 2012 nyarán részt vett a junior Európa-bajnokságon, ahol ezüstérmet nyert illetve bekerült az All-Star csapatba jobbszélsőként. Mivel klubcsapatát pénzügyi nehézségek miatt több osztállyal visszasorolták, 2012–2013-as idényt már a másodosztályú Nantes HB-nál töltötte. Itt rendszeres játéklehetőséghez jutott, és a szezon végén feljutottak az első osztályba. Nemzetközi kupaszereplést is kiharcolták, a 2016–2017-es szezonban az EHF-kupában a negyeddöntőig jutottak, Coatanea 53 gólt szerzett a sorozatban. Korábbi csapata időközben visszajutott a francia élvonalba, és 2017-től újra a Brest Bretagne Handball játékosa lett. Ezzel a csapattal francia bajnok és kupagyőztes lett, illetve a 2020–2021-es szezonban eljutott a Bajnokok Ligája döntőjébe.

### A válogatottban
2017 márciusában a Dánia ellen vívott Golden League mérkőzésen szerepelt először a felnőtt válogatottban. Világversenyen először a 2018-as Európa-bajnokságon volt a keret tagja, amelyet a francia válogatott meg is tudott nyerni, Coatanea 14 gólt szerzett a tornán. 2020-ban nem sikerült a címvédés, a döntőben a Norvég válogatott ellen vereséget szenvedtek, Coatanea ezúttal 11 találatot ért el a bajnokságon. A 2021-re halasztott tokiói olimpián 20 gólt szerezve segítette csapatát olimpiai bajnoki címhez.

## Sikerei
- Olimpiai bajnok: 2020
- Európa-bajnokság győztese: 2018
- ezüstérmes: 2020
- Francia bajnokság győztese: 2021
- Francia kupa győztese: 2018, 2021